# Де Блазио, Билл
Билл Де Блазио (англ. Bill De Blasio, 8 мая 1961, Манхэттен, Нью-Йорк, США) — американский политический деятель, мэр Нью-Йорка с 1 января 2014 года по 31 декабря 2021 года. Ранее с 2001 по 2009 годы депутат Городского совета Нью-Йорка от 39-го округа (Бруклин), позднее общественный адвокат Нью-Йорка (2010—2013). 5 ноября 2013 года выиграл выборы мэра, став первым мэром-демократом почти за 20 лет.

## Биография
Родился 8 мая 1961 года в Манхэттене (город Нью-Йорк), получив при рождении имя Уоррен, фамилию — Уилхелм с приставкой младший. Отец — Уоррен Уилхелм старший — американец немецкого происхождения, мать — Мария, дочь итальянских иммигрантов Джованни и Анны Де Блазио из города Беневенто. Вскоре семья Уилхелм переехала в Кембридж (Массачусетс). В 1968 году отец Уоррена ушёл из семьи, а через год его родители развелись. В интервью в апреле 2012 года Де Блазио рассказал, что его отец был офицером армии США и воевал на Тихом океане во время Второй мировой войны, в частности участвовал в Битве за Окинаву, одним из самых кровопролитных сражений за всё время войны на Тихоокеанском фронте. По мнению Билла это отрицательно сказалось на психическом и моральном состоянии Уоррена-старшего и привело в дальнейшем к алкоголизму отца и разводу. После расставания родителей Уоррен-младший воспитывался семьёй матери. В сентябре 2013 года Де Блазио рассказал, что его отец болел раком лёгких, а в 1979 году покончил с собой.
В 1983 году 22-летний Уоррен Уилхелм-младший официально изменил свою фамилию на Де Блазио-Уилхелм. Ко времени появления на общественной сцене в 1990 году он использовал имя Билл Де Блазио, так как в личной жизни его обычно звали «Билл» или «Билли». Юридически имя Уоррен на имя Билл Де Блазио сменил в 2002 году, когда расхождение было отмечено во время выборов.
В 1981 году Де Блазио получил стипендию Гарри Трумэна (англ. Harry S. Truman Scholar). Получил степень бакалавра в Нью-Йоркском университете, а также степень магистра международных отношений в Школе международных отношений Колумбийского университета. В 1983 году, будучи студентом Нью-Йоркского университета, совершил поездку в СССР.

## Начало карьеры
Свою карьеру начал в 1984 году, став сотрудником городской программы стипендиатов Нью-Йоркского департамента по делам несовершеннолетних. В 1987 году, вскоре после завершения аспирантуры в Колумбийском университете, Де Блазио стал политическим организатором общественно-юридической группы Quixote Center в штате Мэриленд, в 1980-х годах активно поддерживавшей правительство сандинистов в Никарагуа. В 1988 году он 10 дней провёл в Никарагуа как представитель Quixote Center, помогая распространять продовольствие и медикаменты. В то время Де Блазио был сторонником сандинистов, которым противостояла администрация президента Рейгана.
После возвращения из Никарагуа Б. де Блазио переехал в Нью-Йорк, где работал в некоммерческой организации, занимавшейся улучшением здравоохранения в Центральной Америке. Продолжал поддерживать сандинистов в своё свободное время, присоединившись к группе Сеть солидарности с Никарагуа Большого Нью-Йорка (англ. Nicaragua Solidarity Network of Greater New York), которая проводила встречи и собирала средства для сандинистов. Городской политикой Де Блазио занялся в 1989 году, став добровольным координатором избирательной кампании кандидата в мэры Нью-Йорка от демократов Дэвида Динкинса. После победы своего кандидата де Блазио работал в мэрии в качестве помощника.
В 1997 году при администрации президента Билла Клинтона Де Блазио был назначен региональным директором Министерства жилищного строительства и городского развития США в Нью-Йорке и Нью-Джерси. На своём посту де Блазио сумел добиться увеличения федерального финансирования на цели строительства доступного жилья и обеспечением жильём пожилых людей. В 1999 году он был избран членом школьного совета сообщества 15 (англ. Community School Board 15). В 2000 году де Блазио был руководителем кампании по выборам Хиллари Клинтон в Сенат США.

## Городской совет Нью-Йорка
В 2001 году Де Блазио решил баллотироваться в депутаты Нью-Йоркского горсовета от 39-го округа в Бруклине, в который входят Боро-Парк, Кэрролл Гарденс, Коббл Хилл, Гованус, Кенсингтон, Парк Слоуп и Виндзор Террес. В сентябре 2001 года он выиграл первичные выборы, получив 5 161 голосов (32,12 %) и опередив 5 соперников. На выборах 6 ноября Де Блазио набрал 18 131 голос (71,04 %), опередив кандидатов от республиканцев, «зелёных» и консерваторов. 4 ноября 2003 года он добился переизбрания на второй срок, получив 9 461 голос (72,05 %) и обогнав соперников от «зелёных» и республиканцев. 8 ноября 2005 года Де Блазио был переизбран на третий срок, набрав 17 554 голоса (83,44 %) и опередив республиканского и независимого кандидатов.
Будучи депутатом, Де Блазио возглавлял Комитет Городского совета по всеобщему благосостоянию (англ. Committee on General Welfare), а также был членом комитетов по образованию (англ. Committee on Education), охране окружающей среды (англ. Committee on Environmental Protection), финансам (англ. Committee on Finance) и технологиям управления (англ. Committee on Technology in Government).
В городском совете Де Блазио добился принятия закона о предотвращении дискриминации арендаторов, использующих федеральные ваучеры жилищных субсидий, а также помог пройти закону об улучшении жилищно-коммунальных услуг для малоимущих жителей Нью-Йорка, инфицированных ВИЧ/СПИДом. В качестве главы комитета Городского совета по благосостояния Билл помог принятию законов о защите трансгендерных жителей Нью-Йорка, о признании однополых партнёрств, который уравнял в правах однополые и гетеросексуальные пары, и о бесплатной языковой помощи для иммигрантов, не владеющих английским языком с целью облегчить им доступ к государственным услугам и программам.

## Общественный адвокат Нью-Йорка
В ноябре 2008 года Де Блазио объявил о намерении бороться за своё выдвижение на должность Общественного адвоката города Нью-Йорка от Демократической партии. Его кандидатуру поддержали газета «Нью-Йорк Таймс», 2-й Общественный адвокат Бетси Готбаум, бывший мэр Нью-Йорка Эд Коч, бывший губернатор штата Нью-Йорк Марио Куомо и преподобный Эл Шарптон (священник Американских баптистских церквей США, активист-правозащитник и телерадиоведущий).
15 сентября 2009 года Де Блазио занял первое место в первом туре праймериз Демократической партии, получив 33 % голосов. 29 сентября того же года он выиграл второй тур первичных выборов, набрав 145 413 голосов (62,35 %) и победив первого в истории Общественного адвоката Нью-Йорка Марка Грина, решившего вернуться на эту должность. 3 ноября 2009 года Де Блазио получил 724 629 голосов (77,56 %), победив пять соперников, среди которых был республиканец Алекс Заблоцки. В должность третьего Общественного адвоката Нью-Йорка Билл вступил 1 января 2010 года. В своей инаугурационной речи он раскритиковал администрацию мэра Майкла Блумберга, в частности, за её политику в области образования и за её отношение к нуждам бездомных.
Как общественный адвокат Де Блазио неоднократно резко критиковал политику мэра Блумберга в сфере образования. Он призывал Кэти Блэк, в то время Канцлера школ Нью-Йорка, принять участие в общественных форумах и критиковал её за то, что она не посылает своих детей учиться в общественные школы. В марте 2010 года Де Блазио выступил против предложения транспортной компании Metropolitan Transportation Authority (MTA) отменить бесплатные проездные для учащихся, утверждая, что эта мера отрицательно скажется на посещаемости школ. Три месяца спустя он высказался против предложенного мэром проекта городского бюджета, которым предусматривалось сокращение расходов на службы по уходу за детьми на более чем $34 млн.
В июне 2010 года Де Блазио выступил против решения Управления жилищного хозяйства Нью-Йорка о сокращении количества ваучеров на жилищные субсидии для жителей Нью-Йорка с низким уровнем доходов. Через месяц решение было отменено. Два месяца спустя Де Блазио запустил интернет-проект «Список худших арендодателей Нью-Йорка» (англ. NYC's Worst Landlords Watchlist), чтобы отслеживать арендодателей, которые сдают жильё опасное для жизни. Список получил широкое освещение в СМИ. [49]
В июне 2011 года Де Блазио предложил план по улучшению работы школ так называемого совместного размещения (несколько школ расположены в одном здании). Его исследование показало, что департамент образования нередко игнорирует мнение местных сообществ, в результате чего решения принимаются без учёта негативных последствий. Де Блазио подготовил восемь предложений по совершенствованию процесса и подключению местных сообществ к процессу принятия решений. В том же месяце он также подверг критике предложение администрации города уволить более 4600 учителей, чтобы сбалансировать бюджет города. В результате Блумберг согласился сохранить финансирование школ за счёт экономии по другим статьям бюджета.
В сентябре 2013 года Де Блазио выступил против так называемых чартерных школ, которые получая финансирование из бюджета, в то же время находятся в управлении у частных лиц и компаний, считая, что в центре внимания городских властей должны быть общественные школы. Он предложил прекратить политику бесплатной аренды муниципальных помещений для 183 чартерных школ города и ввести мораторий на совместное размещение чартерных и общественных школ в одном здании. В октябре 2013 года состоялся Марш в поддержку чартерных школ, в котором приняли участие почти 20 тысяч демонстрантов, протестовавших против предложения де Блазио.

## Выборы мэра

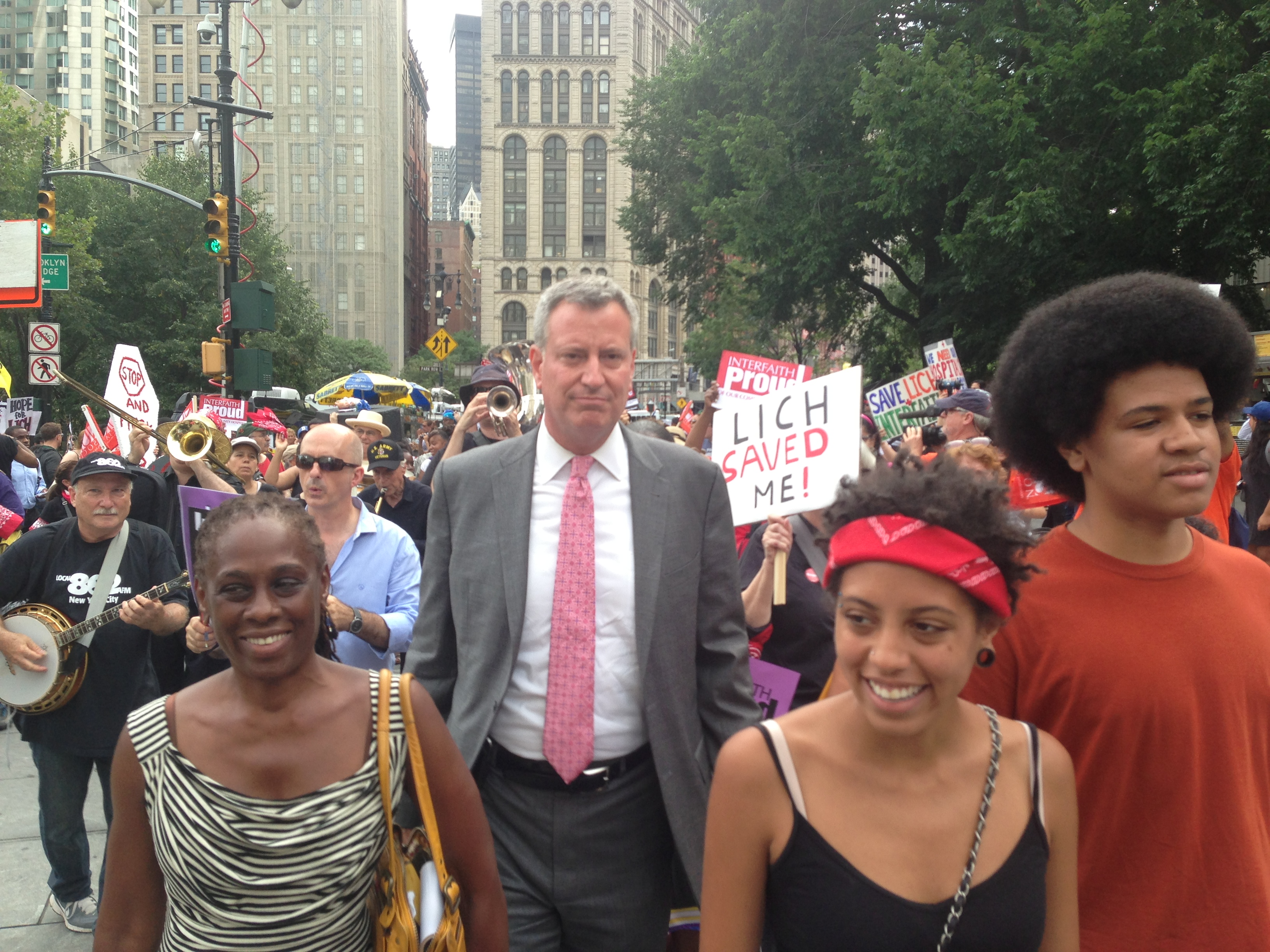
Билл де Блазио с женой и детьми на митинге в Нью-Йорке (2013 год)

27 января 2013 года де Блазио выдвинул свою кандидатуру на пост мэра города Нью-Йорка от Демократической партии.
В праймериз демократов решили участвовать девять кандидатов, в том числе такие известные политики как спикер горсовета Кристин Куинн, бывший член Палаты представителей США Энтони Винер и бывший казначей города Нью-Йорка и участник мэрских выборов 2009 года Билл Томпсон. В апреле, после того как Винер вышел из борьбы, де Блазио занимал по опросам четвёртое/пятое места. Несмотря на свои невысокие при начале шансы, Билл смог получить поддержку ряда влиятельных организаций и лиц. В частности, его поддержали Демократический Клуб Барака Обамы в Верхнем Манхэттене (англ. Barack Obama Democratic Club of Upper Manhattan), крупнейший в Нью-Йорке профсоюз, Объединение работников здравоохранения Востока (англ. United Healthcare Workers East), бывший губернатор Вермонта Говард Дин, конгрессмен Иветт Кларк, а также такие знаменитости как Алек Болдуин, Сара Джессика Паркер, Гарри Белафонте и Сьюзан Сарандон.
Де Блазио привлёк к себе внимание СМИ когда он и десяток других политиков, в том числе депутат городского совета Стивен Левин, были арестованы за протест против закрытия больницы Колледжа Лонг-Айленда. Среди протестующих также были претенденты на выдвижение в мэры от Демократического мэра Энтони Винера и городского казначея Джона Лю, но они не были арестованы. Благодаря аресту и поддержке влиятельных организаций и лиц рейтинг де Блазио постепенно начал двигаться вверх. В середине августа он впервые вышел в лидеры опросов. 3 сентября были опубликованы итоги опроса социологов университета Quinnipiac, показавшие, что уровень поддержки де Блазио вырос до своего максимального значения, 43 %. [63]
В ходе первичных выборов 10 сентября де Блазио получил 40,12 %, что несколько больше чем 40 %, необходимых, чтобы избежать второго тура. 16 сентября Билл Томпсон, занявший второе место, снял свою кандидатуру, сославшись на малую вероятность. Этот шаг Томпсона расчистил путь для де Блазио к тому, чтобы стать кандидатом от демократов на пост мэра Нью-Йорка. Уже 12 сентября де Блазио был также объявлен кандидатом Партии работающих семей (англ. Working Families Party).
Во время своей предвыборной кампании де Блазио объявил о намерении поднять налоги на жителей, чей заработок более $ 500 000 в год, для того, чтобы профинансировать программы дошкольного обучения и расширить программы внешкольного обучения в средних школах. Он также обещал ежегодно вкладывать $ 150 млн в Городской университет Нью-Йорка, чтобы снизить плату за обучение и улучшить образовательные программы, улучшить техническое и специальное образование. В сфере безопасности и предупреждения преступности де Блазио был намерен положить конец расовой дискриминации со стороны полиции, ужесточить контроль за оружием, обеспечить прозрачность и подотчётность полиции, с одновременным увеличением расходов на правоохранительные органы. В области здравоохранения он планировал обеспечить незастрахованных жителей Нью-Йорка медицинским обслуживанием и открыть не менее 16 новых клиник. В экономике де Блазио собирается создавать экономические центры развития в каждом районе города, расширить программы помощи малому бизнесу, в том числе поддержки предпринимателей-иммигрантов, реформировать налоговые льготы и ликвидировать неэффективные программ, что позволит экономить $250 млн в год, а также разработать единый бюджет развития. Для борьбы с безработицей он предлагает улучшить систему профессиональной подготовки и выделить субсидии на создание рабочих мест с зарплатой не ниже прожиточного минимума. В течение следующего десятилетия он обещает построить почти 200 000 единиц доступного жилья. В течение следующих пяти лет де Блазио хочет сделать высокоскоростной интернет доступным для всех домохозяйств Нью-Йорка и создать общественные Wi-Fi зоны вокруг экономических центров развития. Он планирует создать общегородскую сеть Bus Rapid Transit с более чем 20 линиями. Также де Блазио будет бороться за право города устанавливать камеры контроля скорости у школ и домов престарелых.
Для защиты окружающей среды Билл де Блазио будет продолжать инвестировать в «зелёную энергию» и переработку мусора, а также помогать владельцам бизнесов снизить потребление энергии. Кроме того, он собирается восстановить водные пути сообщения в целях расширения экотуризма. В социальной сфере де Блазио собирается настаивать на обеспечении наёмных работников оплачиваемыми больничными днями и зарплатой не ниже прожиточного минимума, а также обещал упростить процесс подачи заявки на участие в программах продовольственной помощи. Кроме того, он планирует сделать бесплатными обеды во всех общественных школах. Де Блазио, став мэром, планирует работать над расширением поддержки бездомной ЛГБТ-молодёжи, помочь с получением жилья для пожилых ЛГБТ, а также обеспечить ЛГБТ Нью-Йорка доступ к общественным и частным планам страхования. Также он обещал бороться за предотвращение преследований и дискриминации женщин, в частности обеспечить равную оплату за равный труд. Кроме того, де Блазио планирует работать над облегчением доступа к жилью для женщин, ставших жертвами насилия в семье, и одиноких матерей.
На выборах 5 ноября 2013 года де Блазио был избран 109-м мэром Нью-Йорка. Согласно результатам экзит-полов, объявленным после закрытия избирательных участков, де Блазио победил на выборах с результатом превышающим 70 % голосов.
Церемония принятия присяги прошла 1 января 2014 года сразу после полуночи в доме Де Блазио. В 12:00 по местному времени (21:00 по Москве) состоялась церемония инаугурации мэра. Её провёл бывший президент США Билл Клинтон, используя Библию, принадлежавшую Франклину Рузвельту.

## Личная жизнь
Де Блазио женат. Его жена, Чирлейн Маккрэй (1954 г.р.), писатель, поэт, редактор, профессиональный пиарщик и общественный деятель, с опытом работы на государственной службе и в политике. В 1970-х годах определяла себя как лесбиянка. Они познакомились в 1991 году, когда оба работали в администрации мэра Дэвида Динкинса. В то время Билл был помощником заместителя мэра, а Чирлейн спичрайтером мэра. Поженились в 1994 году в бруклинском Проспект-парке. У Билла и Чирлейн двое детей, сын Данте и дочь Чиара. Де Блазио постоянно проживают в Бруклине, в районе Парк-Слоуп. Болельщик бейсбольной команды Boston Red Sox, а также итальянского футбольного клуба «Наполи».
Имея рост 1 м 96 см, Билл де Блазио является самым высоким мэром в истории Нью-Йорка.